# Dasiatídeos
Dasyatidae  ou  Dasiatídeos é uma família de raias da ordem Myliobatiformes. Encontram-se nas águas tropicais e subtropicais de todos os oceanos, podendo entrar em estuários viver em água doce.
Quase todas as espécies possuem um ou dois ferrões venenosos, que podem causar vômito, náusea, paralisia e desmaio, entre outros sintomas. Algumas podem até ser fatais para humanos.
São ovovivíparos.
Dão pelos nomes comuns de uje e peixe-rato.

## Genera
- Dasyatis Rafinesque, 1810
- Himantura J. P. Müller and Henle, 1837
- Makararaja T. R. Roberts, 2007
- Neotrygon Castenau, 1873
- Pastinachus Rüppell, 1829
- Pteroplatytrygon Fowler, 1910
- Taeniura J. P. Müller and Henle, 1837
- Urogymnus J. P. Müller and Henle, 1837

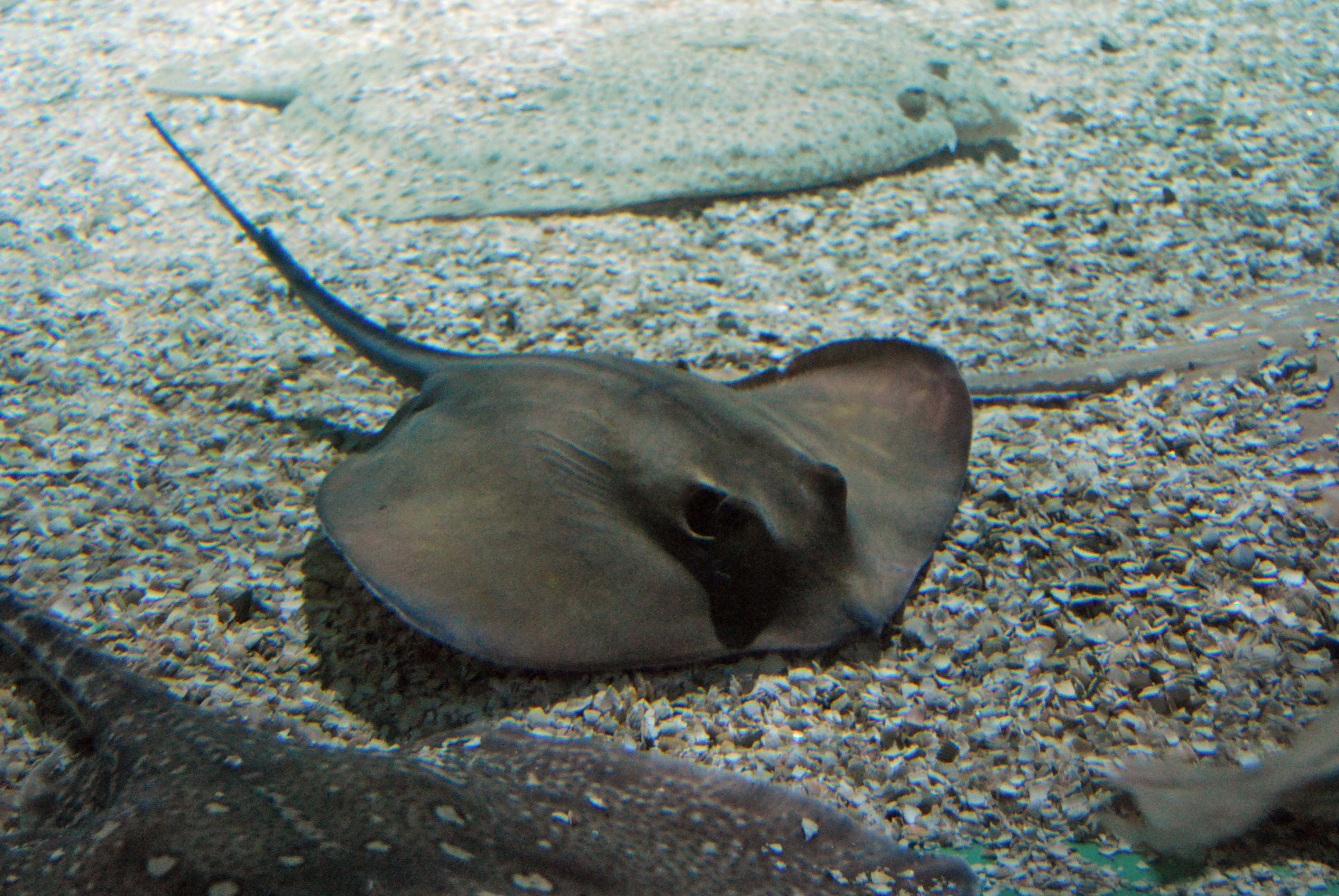
Dasyatis pastinaca
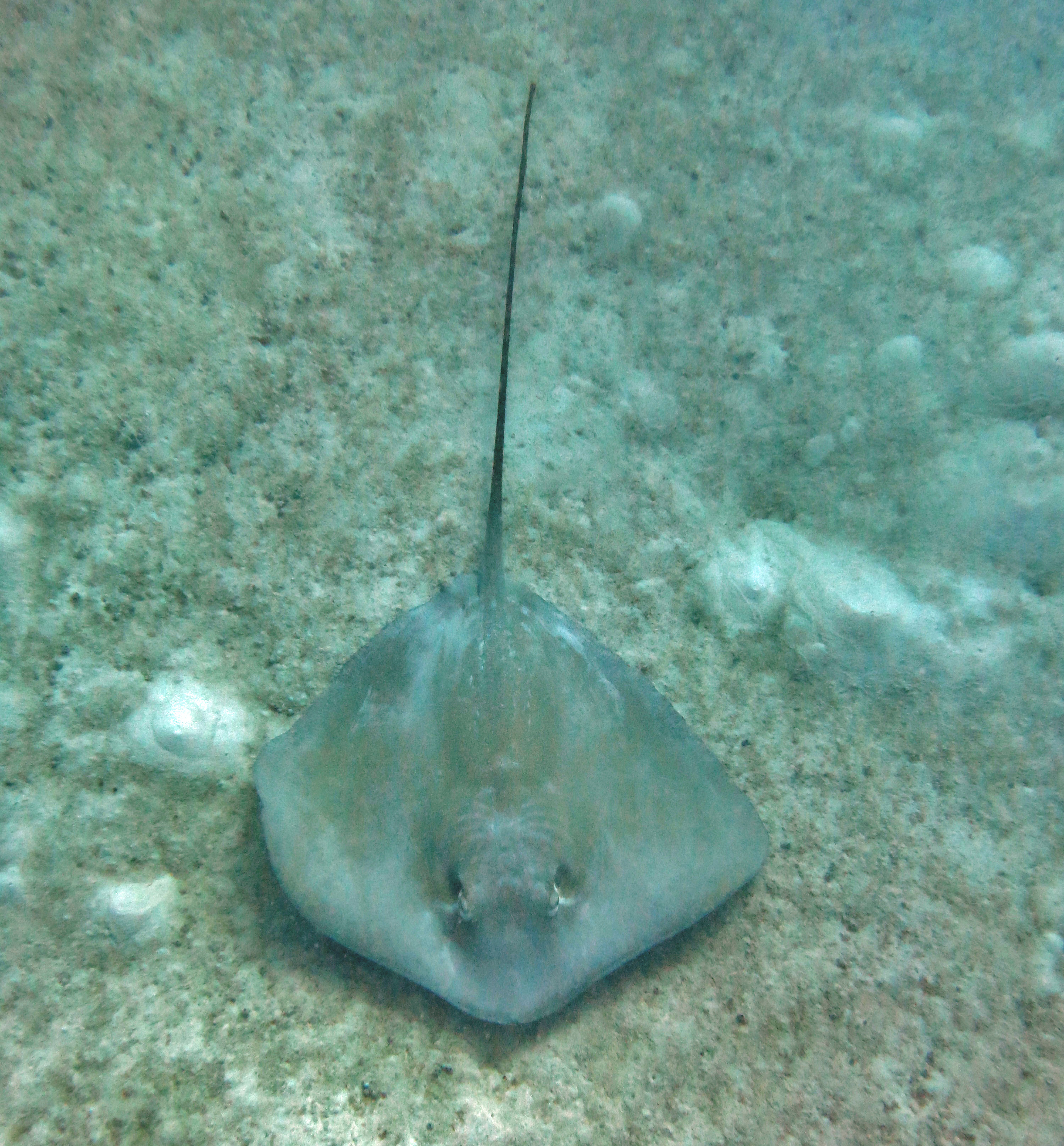
Himantura jenkinsii
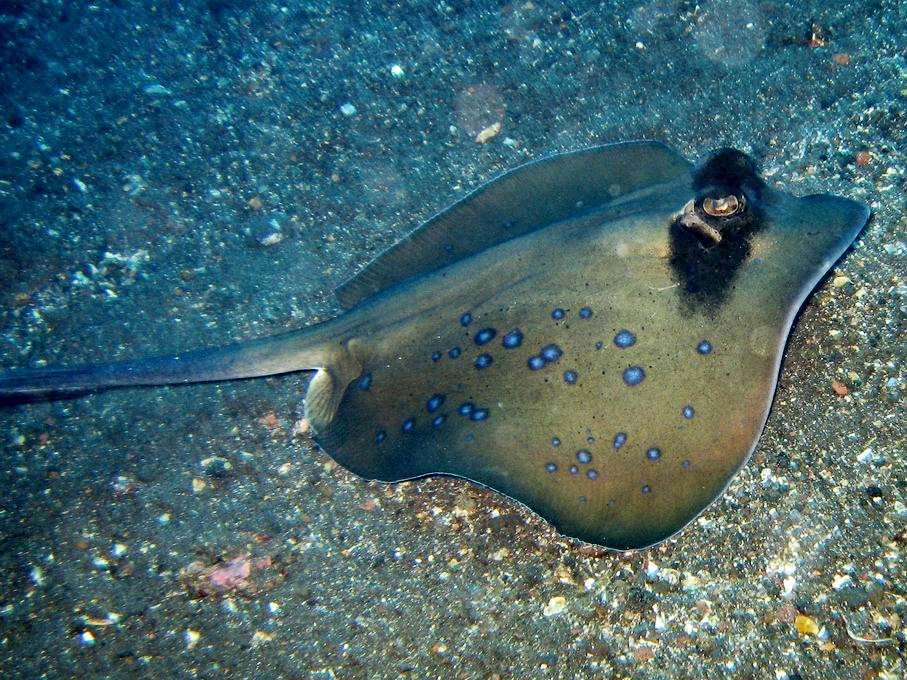
Neotrygon kuhlii
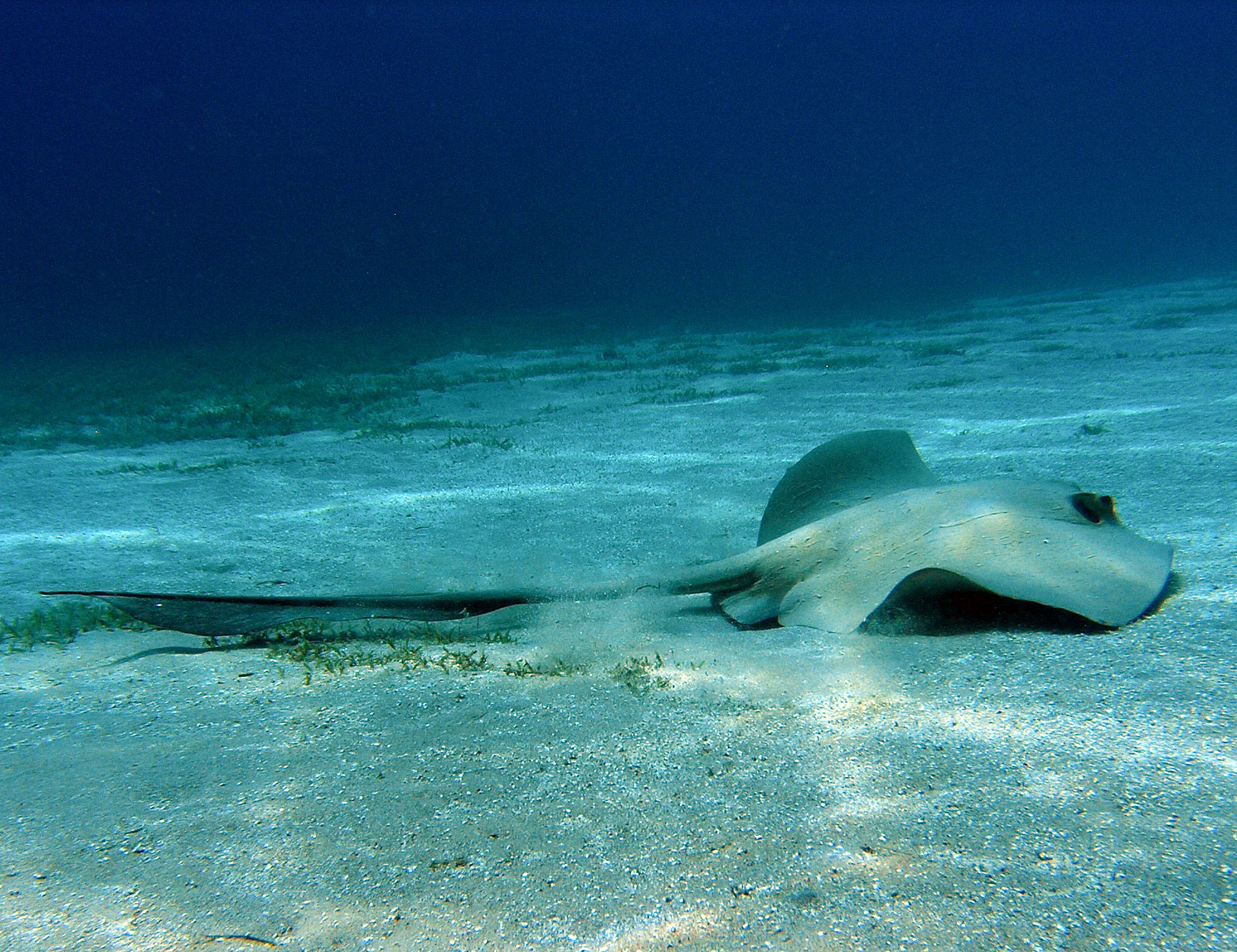
Pastinachus sephen
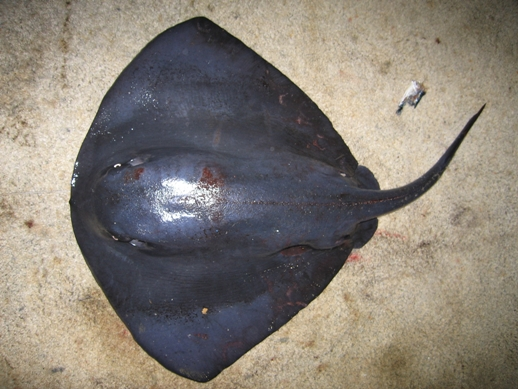
Pteroplatytrygon violacea
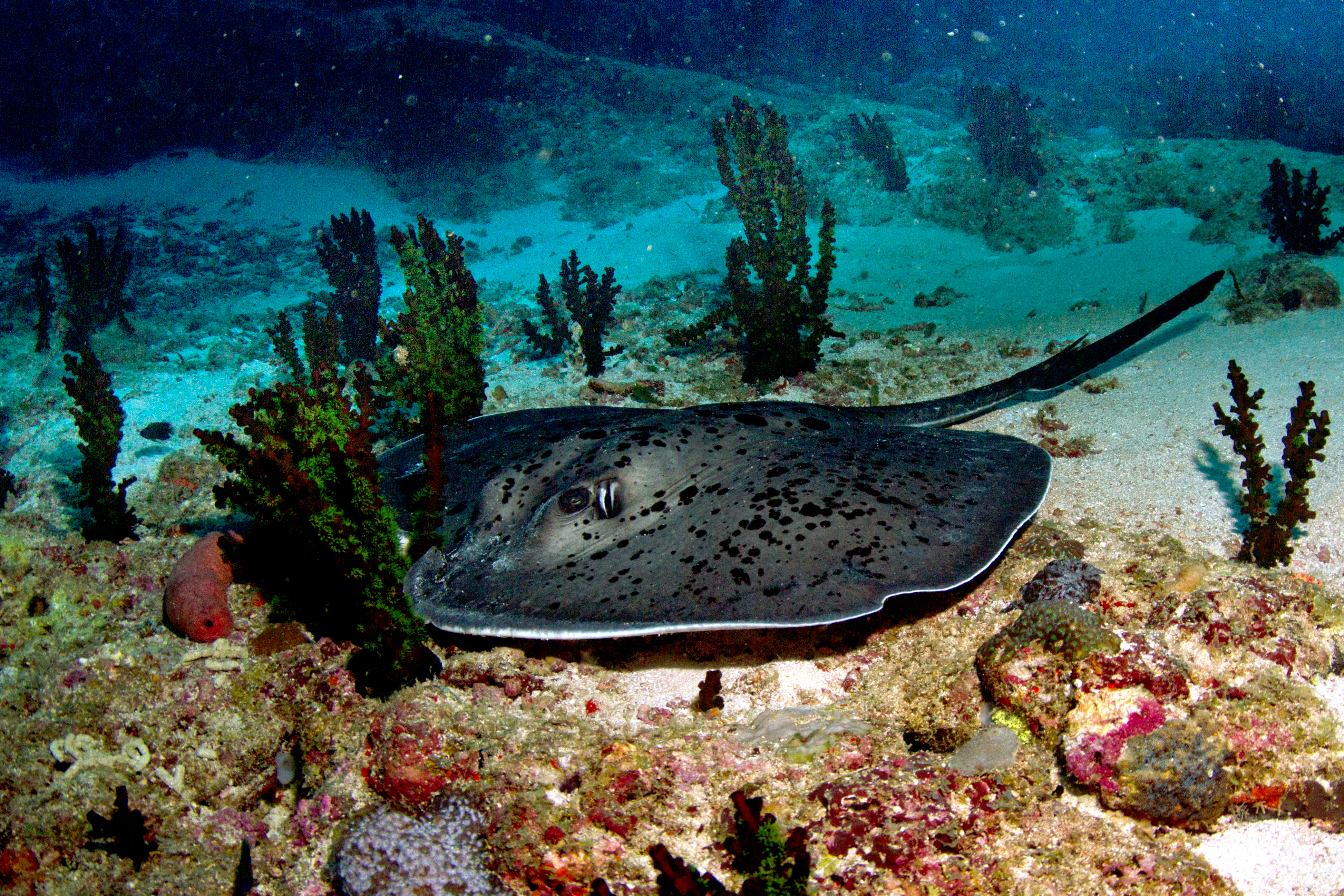
Taeniura meyeni
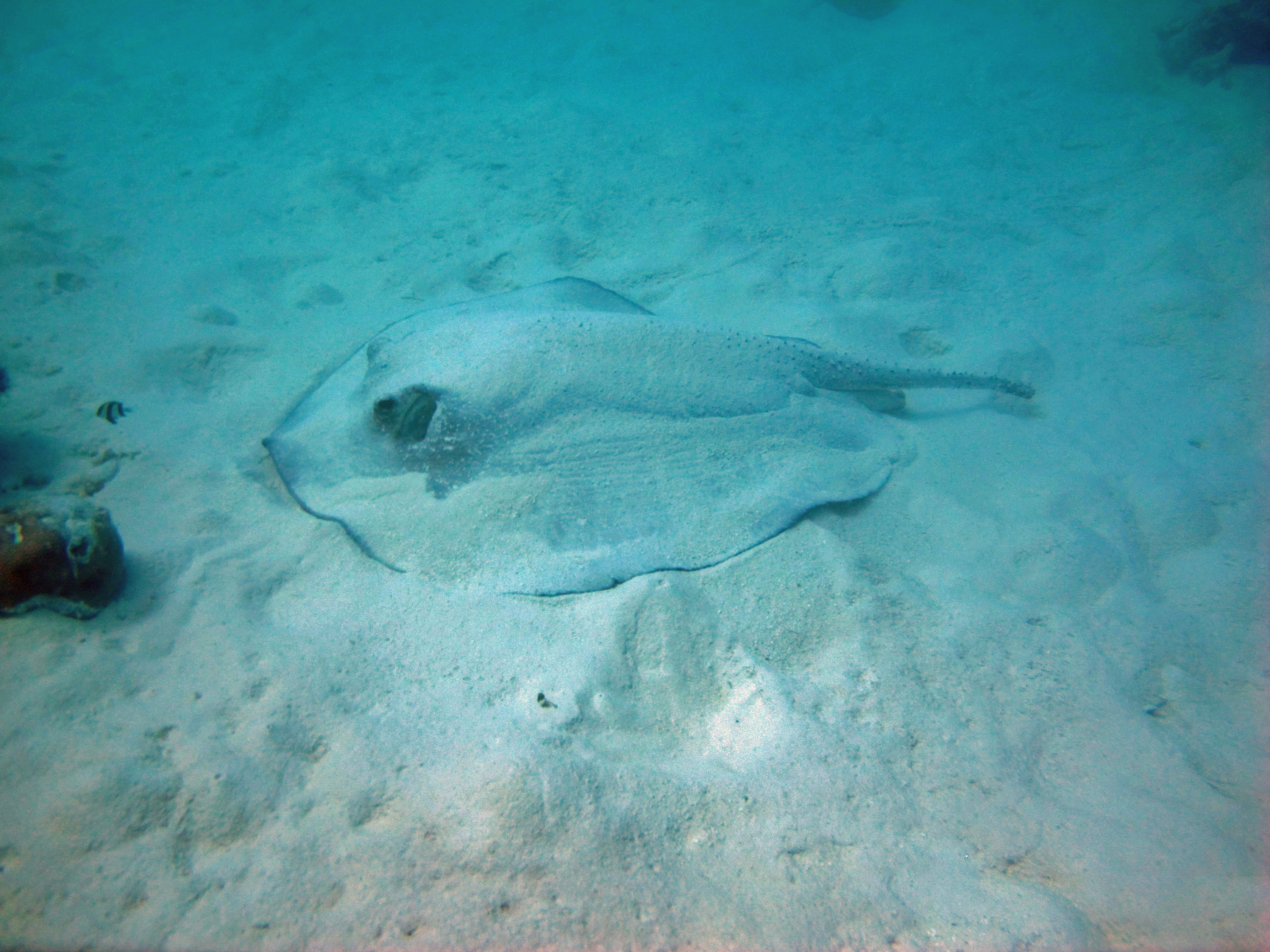
Urogymnus asperrimus
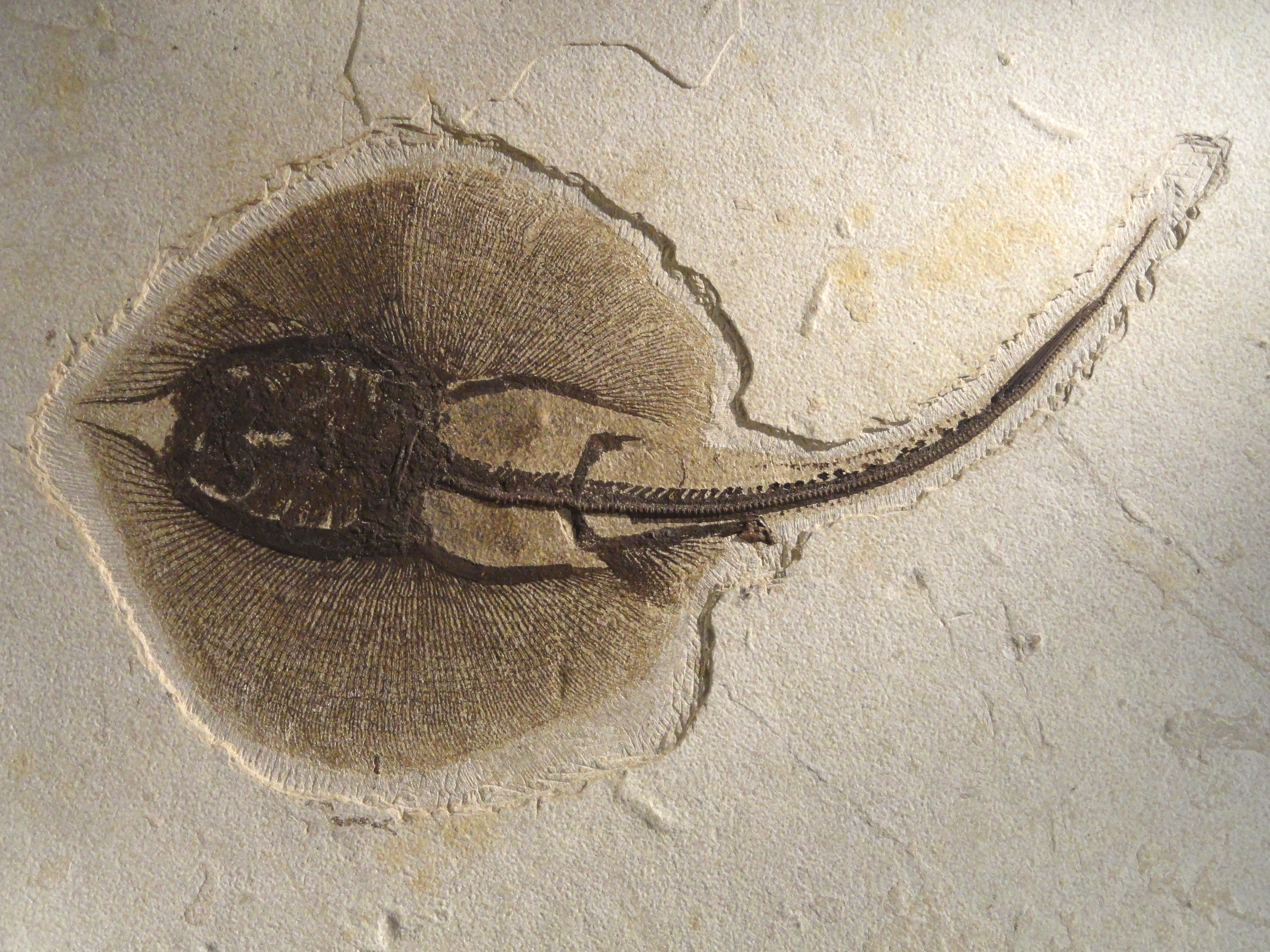
Heliobatis radians